# Ranunculus canus
Ranunculus canus ist eine Pflanzenart aus der Gattung Hahnenfuß (Ranunculus) innerhalb der Familie der Hahnenfußgewächse (Ranunculaceae). Die beiden Varietäten kommen nur in Kalifornien vor.

## Beschreibung

### Vegetative Merkmale
Ranunculus canus wächst als ausdauernde krautige Pflanze und erreicht Wuchshöhen von 11 bis 65 Zentimetern. Die Stängel sind aufrecht bis liegend, rau bis fein behaart oder kahl, ihre Basis nicht knollig verdickt und an den Knoten (Nodi) werden keine Wurzeln gebildet. Die Wurzeln sind nicht knollig.
Die Laubblätter sind grundständig und wechselstängig am Stängel verteilt angeordnet. Die Blattspreite der Grundblätter und der unteren Stängelblätter sind bei einer Länge von 3,3 bis 9,5 Zentimetern sowie einer Breite von 3,5 bis 9,4 Zentimetern im Umriss eiförmig bis schmal-eiförmig und dreiteilig oder aus drei Blättchen bestehend. Die Blättchen oder Abschnitte der Grundblätter sind ein- bis dreilappig. Die Endabschnitte sind eiförmig oder länglich-eiförmig bis lanzettlich. Die Blattränder sind gezähnt. Die Blattspitze zugespitzt oder gerundet. Die obersten Laubblätter sind stark reduziert und tief geteilt oder zusammengesetzt.

### Generative Merkmale
Die Blüte ist radiärsymmetrisch. Der Blütenboden ist kahl. Die fünf früh abfallenden Kelchblätter sind 3 bis 8 Millimeter lang sowie 2 bis 4 Millimeter breit, rau behaart und 1 bis 2 Millimeter über ihrer Basis zurückgebogen. Die je nach Varietät 5 bis 17 Kronblätter sind 6 bis 12 Millimeter lang sowie 3 bis 6 Millimeter breit und gelb.
Die Sammelnussfrucht ist bei einer Länge von 6 bis 9 Millimetern sowie einem Durchmesser von 7 bis 10 Millimetern kugel- oder halbkugelförmig. Die kahlen oder selten steif behaarten Nüsschen sind bei einer Länge von 3,4 bis 4,4 Millimetern sowie einem Durchmesser von 2,4 bis 3,6 Millimetern scheibenförmig mit dicker Fruchtwand. Ihr Rand bildet eine schmale Rippe von 0,1 bis 0,2 Millimeter Breite. Der haltbare Schnabel ist bei einer Länge von 0,2 bis 1,2 Millimeter dreieckig oder lanzettlich-dreieckig und gebogen.
Ranunculus canus ist sehr ähnlich den Arten Ranunculus californicus, Ranunculus occidentalis und allen anderen Pflanzensippen der occidentalis-Artengruppe. Es kommen Pflanzenexemplare mit intermediären Merkmalen vor, die nicht sicher einer Art zuzuordnen sind.

## Systematik und Informationen zu den Varietäten
Die Erstbeschreibung von Ranunculus canus erfolgte 1849 (1848) durch George Bentham in Plantas Hartwegianas imprimis Mexicanas, S. 294.
In der Flora of North America North of Mexico sind zwei Varietäten in Kalifornien verzeichnet:
- Ranunculus canus var. canus (Syn.: Ranunculus californicus var. canus (Benth.) W.H.Brewer & S.Watson, Ranunculus canus var. laetus (Greene) L.D.Benson):. Die Endabschnitte der Blattspreiten sind eiförmig oder länglich-eiförmig bis lanzettlich. Die Blattränder sind gezähnt, die Spreitenspitze ist zugespitzt oder gerundet. Es sind fünf bis sieben Kronblätter vorhanden. Die Blütezeit liegt im Frühling und Sommer und reicht von März bis Juli. Sie wächst in Grasland oder sehr offenem Eichen-Waldland in Höhenlagen von 0 bis 1200 Metern. Sie ist in Kalifornien im Sacramento Valley und den Ausläufern der angrenzenden Gebirge endemisch.[2]
- Ranunculus canus var. ludovicianus (Greene) L.D.Benson (Syn.: Ranunculus ludovicianus Greene, Ranunculus californicus var. ludovicianus (Greene) K.C.Davis): Die Endabschnitte der Blattspreiten sind lanzettlich bis länglich lanzettlich. Die Blattränder sind ganz oder gezähnt, die Spreitenspitze ist zugespitzt oder gerundet spitz. Es sind 13 bis 17 Kronblätter vorhanden. Die Blütezeit liegt im Frühling und Sommer und reicht von März bis August. Sie wächst auf Wiesen oder an den Ufern von Bächen, auf vernässtem Grund, in Höhenlagen von 1000 bis 2300 Metern. Sie ist in den Transverse Ranges in Kalifornien endemisch.[2][3]